# Aserbaidschanischer Fußballpokal 1993
Der Aserbaidschanischer Fußballpokal 1993 war die zweite Austragung des Pokalwettbewerbs im Fußball in Aserbaidschan nach der Unabhängigkeit von der Sowjetunion. Pokalsieger wurde der FK Qarabağ Ağdam, der sich im Finale gegen den FK İnşaatçı Sabirabad nach Verlängerung durchsetzte.

## Modus
Bis zum Halbfinale wurden die Sieger in Hin- und Rückspiel ermittelt. Bei Torgleichstand in beiden Spielen zählte zunächst die größere Zahl der auswärts erzielten Tore; gab es auch hierbei einen Gleichstand, wurde das Rückspiel verlängert und ggf. ein Elfmeterschießen zur Entscheidung ausgetragen.

## Teilnehmer
| Premyer Liqası (12) Gruppe A000000000000000Gruppe B | Premyer Liqası (12) Gruppe A000000000000000Gruppe B | Birinci Divizionu (12) Gruppe A000000000000000Gruppe B | Birinci Divizionu (12) Gruppe A000000000000000Gruppe B |
| --- | --- | --- | --- |
| - FK Kəpəz - PFK Turan Tovuz - Neftçi Baku PFK - FK Xəzər Lənkəran - FK Pambiqçi Bərdə - FK Kür Mingəçevir - Nicat Maştağa - FK Avei Ağstafa - FK Azneftyağ Baku - FK Ümid Cəlilabad | - FK Qarabağ Ağdam - FK Xǝzǝr Sumqayıt - FK Daşqın Zaqatala - FK Azeri Baku - FK İnşaatçı Baku - FK Viləs Masallı - FK Kürmük Qax - FK İnşaatçı Sabirabad - Boz Qurd Samux - FK Nefteqaz Qusar | - FK Avtomobilçi Yevlax - FK Polad Sumaqayıt - FK Plastik Salyan - Energetik Əli Bayramlı - MOİK Baku PFK - Bahar Qum adası - Çeşmə Lənkəran - Ərgünəş Füzuli - FK Gənclik Şəki - FK Gənclik Hacıqabul | - Khazri-Eltac Buzovna - Pambıqçı Neftçala - FK Şəmkir - FK Şirvan Şamaxı - Turan Tovuz 2 - FK Çıraqqala Siyəzən - FK Şirvan Ağdaş - Mil Beyləqan - FK Göyçay - FK Səfəq Samux |

## 1. Runde
In dieser Runde nahmen zehn Erstligisten und sechs Zweitligisten teil.
| Datum             |                           | Gesamt          |                           | Hinspiel | Rückspiel |
| ----------------- | ------------------------- | --------------- | ------------------------- | -------- | --------- |
| 17.03./24.03.1993 | FK Azeri Baku (I)         | 1:3             | FK Daşqın Zaqatala (I)    | 1:0      | 3:3       |
| 17.03./24.03.1993 | Nicat Maştağa (I)         | 4:3             | FK Kəpəz (I)              | 2:2      | 2:1       |
| 17.03./24.03.1993 | FK Çıraqqala Siyəzən (II) | 6:1             | Mil Beyləqan (II)         | 5:0      | 1:1       |
| 17.03./24.03.1993 | FK Xəzər Lənkəran (I)     | 10:10           | Ərgünəş Füzuli (II)       | 5:1      | 5:1       |
| 17.03./24.03.1993 | FK Xǝzǝr Sumqayıt (I)     | 5:0             | FK Ümid Cəlilabad (I)     | 3:0      | 2:0       |
| 17.03./24.03.1993 | FK Qarabağ Ağdam (I)      | 5:1             | FK Gənclik Şəki (II)      | 3:1      | 2:0       |
| 17.03./24.03.1993 | Çeşmə Lənkəran (II)       | 1:3             | FK Azneftyağ Baku (I)     | 1:2      | 0:1       |
| 17.03./24.03.1993 | FK Kür Mingəçevir (I)     | 3:3 (4:3 i. E.) | Khazri-Eltac Buzovna (II) | 3:0      | 0:3 n. V. |

## 2. Runde
Teilnehmer: Die acht Sieger der 1. Runde, zehn weitere Erstligisten und vierzehn weitere Zweitligisten.
| Datum             |                            | Gesamt |                             | Hinspiel | Rückspiel |
| ----------------- | -------------------------- | ------ | --------------------------- | -------- | --------- |
| 31.03./07.04.1993 | FK Daşqın Zaqatala (I)     | 2:7    | Pambıqçı Neftçala (II)      | 1:1      | 1:6       |
| 31.03./07.04.1993 | Nicat Maştağa (I)          | 2:3    | FK İnşaatçı Baku (I)        | 1:1      | 1:2       |
| 31.03./07.03.1993 | FK Plastik Salyan (II)     | 1:0    | Bahar Qum adası (II)        | 1:0      | 0:0       |
| 31.03./07.03.1993 | FK İnşaatçı Sabirabad (I)  | 9:2    | FK Çıraqqala Siyəzən (II)   | 7:0      | 2:2       |
| 31.03./07.04.1993 | FK Səfəq Samux (II)        | 1:4    | FK Şirvan Ağdaş (II)        | 1:0      | 0:4       |
| 31.03./07.04.1993 | Boz Qurd Samux (I)         | 0:2    | FK Xəzər Lənkəran (I)       | 0:1      | 0:1       |
| 31.03./07.03.1993 | FK Kürmük Qax (I)          | 15:20  | FK Göyçay (II)              | 10:00    | 5:2       |
| 31.03./07.04.1993 | Turan Tovuz 2 (II)         | 0:5    | FK Xǝzǝr Sumqayıt (I)       | 0:4      | 0:1       |
| 31.03./07.03.1993 | Neftçi Baku PFK (I)        | 6:1    | MOİK Baku PFK (II)          | 6:0      | 0:1       |
| 31.03./07.03.1993 | FK Qarabağ Ağdam (I)       | 8:1    | FK Şəmkir (II)              | 5:0      | 3:1       |
| 31.03./07.04.1993 | FK Polad Sumaqayıt (II)    | 0:3    | FK Avei Ağstafa (I)         | 0:0      | 0:3       |
| 31.03./07.04.1993 | FK Azneftyağ Baku (I)      | 4:5    | FK Şirvan Şamaxı (II)       | 1:3      | 3:2       |
| 31.03./07.03.1993 | PFK Turan Tovuz (I)        | 8:4    | FK Gənclik Hacıqabul (II)   | 5:3      | 3:1       |
| 31.03./07.04.1993 | FK Viləs Masallı (I)       | 4:5    | FK Kür Mingəçevir (I)       | 3:0      | 1:5       |
| 31.03./07.03.1993 | FK Nefteqaz Qusar (I)      | 3:2    | Energetik Əli Bayramlı (II) | 2:0      | 1:2       |
| 31.03./           | FK Avtomobilçi Yevlax (II) | 5:0    | FK Pambiqçi Bərdə (I)       | 2:0      | 03:0 1    |

## Achtelfinale
| Datum             |                            | Gesamt          |                        | Hinspiel | Rückspiel |
| ----------------- | -------------------------- | --------------- | ---------------------- | -------- | --------- |
| 14.04./21.04.1993 | FK Avtomobilçi Yevlax (II) | 4:3             | Pambıqçı Neftçala (II) | 1:0      | 3:3       |
| 14.04./21.04.1993 | FK Plastik Salyan (II)     | 2:5             | FK İnşaatçı Baku (I)   | 2:3      | 0:2       |
| 14.04./21.04.1993 | FK İnşaatçı Sabirabad (I)  | 10:40           | FK Şirvan Ağdaş (II)   | 7:2      | 3:2       |
| 14.04./21.04.1993 | FK Avei Ağstafa (I)        | 1:6             | FK Qarabağ Ağdam (I)   | 1:0      | 0:6       |
| 14.04./21.04.1993 | FK Şirvan Şamaxı (II)      | 0:8             | PFK Turan Tovuz (I)    | 0:5      | 0:3       |
| 14.04./21.04.1993 | FK Kür Mingəçevir (I)      | 4:5             | FK Nefteqaz Qusar (I)  | 3:0      | 1:5       |
| 14.04./21.04.1993 | Neftçi Baku PFK (I)        | 0:0 (4:3 i. E.) | FK Xǝzǝr Sumqayıt (I)  | 0:0      | 0:0 n. V. |
| 14.04./           | FK Kürmük Qax (I)          | 1:4             | FK Xəzər Lənkəran (I)  | 1:1      | 00:3 2    |

## Viertelfinale
| Datum             |                            | Gesamt |                           | Hinspiel | Rückspiel |
| ----------------- | -------------------------- | ------ | ------------------------- | -------- | --------- |
| 24.04./05.05.1993 | FK Avtomobilçi Yevlax (II) | 1:5    | FK İnşaatçı Baku (I)      | 1:2      | 0:3       |
| 24.04./05.05.1993 | FK Xəzər Lənkəran (I)      | 3:6    | FK İnşaatçı Sabirabad (I) | 2:3      | 1:3       |
| 24.04./05.05.1993 | FK Qarabağ Ağdam (I)       | 2:1    | Neftçi Baku PFK (I)       | 2:1      | 0:0       |
| 24.04./05.05.1993 | PFK Turan Tovuz (I)        | 2:1    | FK Nefteqaz Qusar (I)     | 2:1      | 0:0       |

## Halbfinale
| Datum             |                      | Gesamt |                           | Hinspiel | Rückspiel |
| ----------------- | -------------------- | ------ | ------------------------- | -------- | --------- |
| 12.05./19.05.1993 | FK İnşaatçı Baku (I) | 2:4    | FK İnşaatçı Sabirabad (I) | 1:0      | 1:4       |
| 12.05./19.05.1993 | PFK Turan Tovuz (I)  | 1:3    | FK Qarabağ Ağdam (I)      | 1:2      | 0:1       |

## Finale
| Paarung   | FK Qarabağ Ağdam – FK İnşaatçı Sabirabad |
| Ergebnis  | 1:0 n. V.                                |
| Datum     | 28. Mai 1993                             |
| Stadion   | Tofiq-Bəhramov-Stadion, Baku             |
| Zuschauer | 10.500                                   |
| Tore      | 1:0 Müşfiq Hüseynov (97.)                |